# Kazachstan w Konkursie Piosenki Eurowizji Junior
Kazachstan zadebiutował w Konkursie Piosenki Eurowizji Junior w 2018 roku. Od czasu debiutu konkursem w kraju zajmuje się kazachski nadawca publiczny, Khabar Agency (KA).

## Historia Kazachstanu w Konkursie Piosenki Eurowizji Junior

### Konkurs Piosenki Eurowizji Junior 2018
Kazachska telewizja Khabar Agency (KA) miała prawo udziału w 16. Konkursie Piosenki Eurowizji Junior. Reprezentantką kraju została Danelija Tuleszowa z piosenką „Òzińe Sen”, z którą zajęła szóste miejsce, zdobywszy 171 punktów, w tym 103 pkt od widzów (3. miejsce) i 68 pkt od jury (8. miejsce).

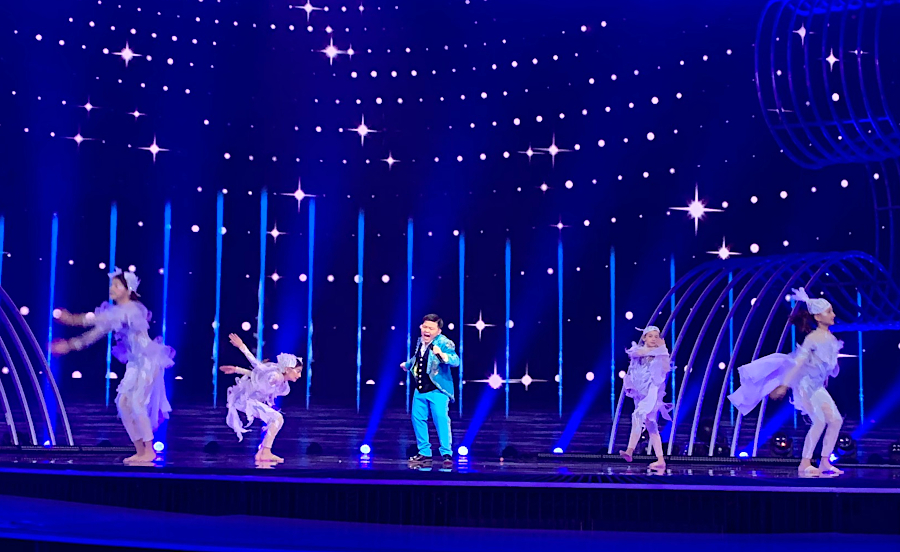
Erżan Maksim w finale 17. Konkursu Piosenki Eurowizji Junior w Gliwicach (2019)

### Konkurs Piosenki Eurowizji Junior 2019
22 września 2018 ogłoszono, że stacja Khabar Agency (KA) zainteresowana była organizacją 17. Konkursu Piosenki Eurowizji Junior, jednak ostatecznie organizatorem konkursu została Telewizja Polska. Potwierdzono także, że jako kraj stowarzyszeniowy, Kazachstan mógłby wziąć udział w konkursie dopiero po otrzymaniu oficjalnego zaproszenia od TVP i Europejskiej Unii Nadawców. W marcu 2019 poinformowano, że kraj przygotowuje się do konkursu, choć nie potwierdzono oficjalnie jego startu. Udział państwa został potwierdzony 18 lipca 2019, dopiero gdy ogłoszono wszystkie państwa uczestniczące. 29 lipca 2019 ogłoszono, że kraj będzie reprezentować Erżan Maksim, który ostatecznie zajął drugie miejsce z 227 punktami, w tym 79 pkt od widzów (5. miejsce) i 148 pkt od jury (1. miejsce).

### Konkurs Piosenki Eurowizji Junior 2020
29 czerwca 2020 telewizja Khabar Agency (KA) potwierdziła udział w 18. Konkursie Piosenki Eurowizji Junior w Warszawie. We wrześniu 2020 krajowe eliminacje zwyciężyła Karakat Baszanowa z piosenką "Forever". 29 listopada  wystąpiła jako druga w kolejności startowej i  zajęła drugie miejsce z 152 punktami w tym 69 pkt od widzów (3. miejsce) i 83 pkt od jury (2. miejsce).

### Konkurs Piosenki Eurowizji Junior 2021
2 września 2021 stacja Khabar Agency (KA) potwierdziła, że weźmie udział w 19. Konkursie Piosenki Eurowizji Junior organizowanego w Paryżu. W krajowych eliminacjach Beknur Żanibekuły (z piosenką „Human”) i Alinur Chamzin (z piosenką „Jertegy älemy”) zremisowali na pierwszym miejscu. W wypadku remisu przepisy eliminacji głosiły, że zwycięzcę powinno wybrać jury, które jednak nie mogło wskazać zwycięzcy. Po naradzie z autorami piosenek, zdecydowano, że do Paryża Beknur i Alinur pojadą w duecie, z piosenką „Jertegy älemy (Fairy World)”, z którą Alinur brał udział w selekcjach. 
19 grudnia wystąpili jako dziesiąci w kolejności startowej i zajęli 8. miejsce z dorobkiem 121 punktów w tym 57 pkt od widzów (9. miejsce) i 64 pkt od jury (7. miejsce).

### Konkurs Piosenki Eurowizji Junior 2022
12 maja 2022 kazachski nadawca publiczny Khabar Agency (KA) wstępnie wyraził zainteresowanie udziałem w konkursie, lecz aby kraj mógł wziąć udział musi zostać zaproszony przez EBU. 13 sierpnia 2022 telewizja potwierdziła swój udział w 20. Konkursie Piosenki Eurowizji Junior. Tego samego dnia ogłoszono, że reprezentant zostanie wyłoniony poprzez międzynarodowy konkurs piosenki dziecięcej Baqytty Bala, z którego wybrany został uczestnik spełniający reguły konkursu. W jury preselekcji zasiedli: Aschat Majemirow, Marat Aitimow, Kanat Aitbajew, Ruchija Bajdukenowa i Jernar Nurtazin. Tego samego dnia ogłoszono, że na reprezentanta został wybrany 11-letni Dawid Czarlin. 6 listopada ujawniono konkursową piosenkę „Żer-Ana (Mother Earth)”.
11 grudnia wystąpił trzeci w kolejności startowej i zajął 15. miejsce zdobywszy 47 punktów, w tym 42 pkt od widzów (14. miejsce) i 5 pkt od jury (16. miejsce). Jest to najgorsze miejsce w historii startów Kazachstanu w konkursie.

### Konkurs Piosenki Eurowizji Junior 2023–2024: Brak udziału
6 czerwca 2023 dyrektor ds. współpracy międzynarodowej i dystrybucji nadawcy Khabar, potwierdził wycofanie się z udziału w 21. Konkursie Piosenki Eurowizji Junior nie podając przy tym powodu swojej decyzji, mimo to poinformowano, że nadawca będzie transmitował finał konkursu. Wyrażono również chęć powrotu na konkurs w 2024. 9 czerwca przedstawiciele stacji ujawnili, że powodem rezygnacji są „uwarunkowania wewnętrzne”, a Khabar skupi się na zorganizowaniu najlepszych warunków do powrotu kraju w 2024. Nadawca transmitował konkurs na żywo.
22 sierpnia 2024 Żamila Muchamiedżarowa, menedżerka ds. pozyskiwania treści nadawcy potwierdziła, że nadawca nie powróci do udziału w konkursie w 2024 z powodu braku środków na sfinansowanie udziału, niskiej oglądalności oraz godziny emisji konkursu, mimo to nadawca nie wyklucza powrotu do konkursu w przyszłych latach.

## Uczestnictwo
Kazachstan uczestniczył w Konkursie Piosenki Eurowizji Junior w latach 2018–2022. Poniższa tabela uwzględnia nazwiska wszystkich kazachskich reprezentantów, tytuły konkursowych piosenek i języki w których były śpiewane oraz wyniki w poszczególnych latach. 
| Rok                        | Wykonawca                          | Piosenka                      | Język                | Miejsce | Punkty |
| -------------------------- | ---------------------------------- | ----------------------------- | -------------------- | ------- | ------ |
| 2018                       | Danelija Tuleszowa                 | „Ózine Sen”                   | kazachski, angielski | 6       | 171    |
| 2019                       | Erżan Maksim                       | „Armanńayn qalma"             | kazachski, angielski | 2       | 227    |
| 2020                       | Karakat Baszanowa                  | „Forever”                     | kazachski, angielski | 2       | 152    |
| 2021                       | Alinur Chamzin i Beknur Żanibekuły | „Jertegy älemy (Fairy World)” | kazachski, angielski | 8       | 121    |
| 2022                       | Dawid Czarlin                      | „Żer-Ana (Mother Earth)”      | kazachski, angielski | 15      | 47     |
| Brak reprezentanta od 2023 |                                    |                               |                      |         |        |

Legenda:
     2. miejsce

## Historia głosowania w finale (2018–2022)
Poniższe tabele pokazują, którym krajom Kazachstan przyznaje w finale najwięcej punktów oraz od których państw kazachscy reprezentanci otrzymują najwyższe noty.
| Lp. | Kraj                      | Punkty |
| --- | ------------------------- | ------ |
| 1   | Gruzja                    | 30     |
| 2   | Polska                    | 24     |
| 3   | Ukraina · Rosja · Armenia | 23     |
| 4   | Włochy                    | 15     |
| 5   | Białoruś                  | 14     |

| Lp. | Kraj               | Punkty |
| --- | ------------------ | ------ |
| 1   | Rosja              | 39     |
| 2   | Gruzja             | 31     |
| 3   | Malta              | 30     |
| 4   | Serbia             | 29     |
| 5   | Białoruś · Ukraina | 28     |

## Komentatorzy i sekretarze
Spis poniżej przedstawia wszystkich kazachskich komentatorów konkursu oraz krajowych sekretarzy podających punkty w finale.
| Komentatorzy i sekretarze z Kazachstanu            | Komentatorzy i sekretarze z Kazachstanu | Komentatorzy i sekretarze z Kazachstanu |
| Rok                                                | Komentator                              | Sekretarz                               |
| -------------------------------------------------- | --------------------------------------- | --------------------------------------- |
| Brak reprezentanta i transmisji w latach 2003–2016 |                                         |                                         |
| 2017                                               | b.d                                     | Kraj nie brał udziału w konkursie       |
| 2018                                               | Kaldybek Żaisanbai i Mahabbat Esen      | Aruzuhan Khafiz                         |
| 2019                                               | Kaldybek Żaisanbai i Mahabbat Esen      | Aruzuhan Khafiz                         |
| 2020                                               | Kaldybek Żaisanbai i Mahabbat Esen      | Saniya Zholzhaksyn                      |
| 2021                                               | Kaldybek Żaisanbai i Mahabbat Esen      | Zere Kabdolla                           |
| 2022                                               | Jerdana Jerżanuły                       | Hallasz                                 |
| 2023                                               | Dinara Sadu i Jerdana Jerżanuły         | Kraj nie brał udziału w konkursie       |